# Pareclipsis distolochorda
Pareclipsis distolochorda là một loài bướm đêm trong họ Geometridae.